# Episodi di Californication (settima stagione)
La settima ed ultima stagione di Californication è stata trasmessa dal canale statunitense Showtime dal 13 aprile al 29 giugno 2014.
In Italia, la stagione è stata trasmessa dall'8 gennaio al 13 febbraio 2015 su Italia 1.
| nº | Titolo originale       | Titolo italiano        | Prima TV USA   | Prima TV Italia  |
| -- | ---------------------- | ---------------------- | -------------- | ---------------- |
| 1  | Levon                  | Levon                  | 13 aprile 2014 | 8 gennaio 2015   |
| 2  | Julia                  | Julia                  | 20 aprile 2014 | 8 gennaio 2015   |
| 3  | Like Father Like Son   | Tale padre tale figlio | 27 aprile 2014 | 15 gennaio 2015  |
| 4  | Dicks                  | Membri                 | 4 maggio 2014  | 15 gennaio 2015  |
| 5  | Getting the Poison Out | L'iniziazione          | 11 maggio 2014 | 22 gennaio 2015  |
| 6  | Kickoff                | Calcio d'inizio        | 18 maggio 2014 | 22 gennaio 2015  |
| 7  | Smile                  | Sorridi                | 25 maggio 2014 | 29 gennaio 2015  |
| 8  | 30 Minutes or Less     | Mezz'ora, anche meno   | 1º giugno 2014 | 29 gennaio 2015  |
| 9  | Faith, Hope, Love      | Amici per sempre       | 8 giugno 2014  | 5 febbraio 2015  |
| 10 | Dinner with Friends    | Cena tra amici         | 15 giugno 2014 | 5 febbraio 2015  |
| 11 | Daughter               | Figlia                 | 22 giugno 2014 | 13 febbraio 2015 |
| 12 | Grace                  | Perdono                | 29 giugno 2014 | 13 febbraio 2015 |